# Antianira
Antianira (en griego, Ἀντιάνειρα) sucedió como reina de las Amazonas a Pentesilea tras morir esta en Troya a manos de Aquiles.
Antianira fue conocida por un proverbio atribuido a Mimnermo en el que ella decía un cojo folla mejor, relacionado con la legendaria costumbre de las Amazonas de lisiar a los varones cuando nacían privándolos de un brazo o una pierna.
Otra Antianira, hija de Menetes, tuvo dos hijos de Hermes: Equión y Éurito, que tomaron parte de la expedición de los Argonautas en busca del vellocino de oro, según Apolonio de Rodas.